# Diverging Paths
Diverging Paths è un cortometraggio muto del 1913 diretto da Lem B. Parker. Prodotto dalla Selig con una sceneggiatura di Malcolm Douglas, il film aveva come interpreti Harold Lockwood, Amy Trask, Goldie Colwell,  Eugenie Besserer, Al W. Filson, Henry Otto.

## Produzione
Il film fu prodotto dalla Selig Polyscope Company.

## Distribuzione
Distribuito dalla General Film Company, il film - un cortometraggio di una bobina - uscì nelle sale cinematografiche statunitensi il 10 marzo 1913.